# Wintu
El wintu /wɪnˈtuː/ és una llengua en perill crític de les llengües wintun parlada pels wintus del Nord de Califòrnia. És el membre més septentrional de la família de les llengües wintun.
La família wintun es parla a la vall del Sacramento i a les zones adjacents a l'estret de Carquinez de la badia de San Francisco.
El wintun forma una branca de l'hipotètic filum Penutià, més estretament relacionat amb altres quatre famílies de llengües penutianes que es parlen a Califòrnia: maidu, miwok, yokut i Costano (Golla 2011:128-168).
El wintu va estar en contacte amb parlants adjacents de llengües hoka com el pomo del sud-est, est, i Nord-est; llengües atapascanes com el wailaki i el hupa; llengües yuki com el yuki i Wappo; i altres llengües penutianes com el miwok, maidu, yokut, i saclan.
A més d'aquests idiomes contigus que envolten la zona wintun van tenir contactes més amplis amb els parlants de rus, espanyol i anglès.
Pel 2011 Headman Marc Franco dels Wintu Winnemem Wintu ha estat treballant amb el Indigenous Language Institute per a revitalitzar l'idioma Winnemem Wintu.

## Fonologia

### Consonants
El wintu té 28 (o 30) consonants:
|                    |            | Labial | Alveolar | Alveolar   | Post- alveolar | Velar | Uvular | Glotal |
| central            | Lateral    | Labial |          |            | Post- alveolar | Velar | Uvular | Glotal |
| ------------------ | ---------- | ------ | -------- | ---------- | -------------- | ----- | ------ | ------ |
| Oclusiva/ Africada | sonora     | b      | d        |            | (d͡ʒ)           |       |        |        |
| Oclusiva/ Africada | aspirada   | pʰ     | tʰ       |            |                |       |        |        |
| Oclusiva/ Africada | ejectiva   | pʼ     | tʼ       | t͡ɬʼ (ƛ')   | t͡ʃʼ (ch')      | kʼ    | qχʼ    |        |
| Oclusiva/ Africada | sorda      | p      | t        | t͡ɬ ~ ɬ (ƛ) | t͡ʃ (j)         | k     | q      | ʔ (’)  |
| Fricativa          | Fricativa  | (f)    | (θ)      | t͡ɬ ~ ɬ (ƛ) | ʃ (sh)         | x     | χ      | h      |
| Nasal              | Nasal      | m      | n        |            |                |       |        |        |
| Vibrant            | Vibrant    |        |          |            | ṛ (ṛ)          |       |        |        |
| Aproximant         | Aproximant | w      |          | l          | j (y)          |       |        |        |

### Vocals
El wintu té 10 (o 11) vocals:
|          | Curta     | Curta    | Llarga    | Llarga |
| Anterior | Posterior | Anterior | Posterior |        |
| -------- | --------- | -------- | --------- | ------ |
| Tancada  | i         | u        | iː        | uː     |
| Mitjana  | e         | o        | eː        | oː     |
| Oberta   | a         | a        | aː        | aː     |
| Anòmala  | æ         |          |           |        |